# Aldo Boffi
Aldo Boffi (26. únor 1915 Giussano – 26. říjen 1987 tamtéž) byl italský fotbalový útočník.

## Kariéra
První zápas za dospělé odehrál v dresu Seregna, v sezoně 1933/34 a v následující sezoně okamžitě zaujal svými skórovacími schopnostmi, které přitahovaly zájmy Boloni, Fiorentiny a Milána. Nakonec jej koupil Milán v létě 1936.
První utkání za Rossoneri odehrál 1. listopadu 1936 proti Turínu. Za Milánský klub odehrál osm sezon a jeho největším úspěchem v lize bylo 3. místo (1937/38 a 1940/41) a prohrané finále v italském poháru (1941/42). Třikrát se stal nejlepším střelcem v lize a jednou v poháru. Stále zůstává se 136 góly pátým nejlepším střelcem v historii u Rossoneri .
Po 2. světové válce odešel na jednu sezonu hrát do Atalanty. Poté se vrátil do Seregna, kde po sezoně 1950/51 ukončil kariéru.
Za reprezentaci odehrál jen dva zápasy. Ten první byl 20. listopadu 1938 proti Švýcarsku (2:0) a poslední zápas proti Německu (2:5) 26. listopadu 1939.

## Statistiky
| Sezóna            | Klub              | Liga              | Liga   | Liga | Ligové poháry | Ligové poháry | Ligové poháry | Kontinentální poháry | Kontinentální poháry | Kontinentální poháry | Celkem | Celkem |
| Sezóna            | Klub              | Soutěž            | Zápasy | Góly | Soutěž        | Zápasy        | Góly          | Soutěž               | Zápasy               | Góly                 | Zápasy | Góly   |
| ----------------- | ----------------- | ----------------- | ------ | ---- | ------------- | ------------- | ------------- | -------------------- | -------------------- | -------------------- | ------ | ------ |
| 1933/34           | Seregno           | Serie B           | 1      | 0    | -             | 0             | 0             | -                    | 0                    | 0                    | 1      | 0      |
| 1934/35           | Seregno           | Serie B           | 26     | 20   | -             | 0             | 0             | -                    | 0                    | 0                    | 26     | 20     |
| 1935/36           | Seregno           | Serie B           | 30     | 25   | IP            | 1             | 1             | -                    | 0                    | 0                    | 31     | 26     |
| 1936/37           | Milán             | Serie A           | 22     | 8    | IP            | 6             | 7             | -                    | 0                    | 0                    | 28     | 15     |
| 1937/38           | Milán             | Serie A           | 24     | 16   | IP            | 4             | 3             | Stř.P                | 1                    | 0                    | 29     | 19     |
| 1938/39           | Milán             | Serie A           | 28     | 19   | IP            | 2             | 2             | -                    | 0                    | 0                    | 30     | 21     |
| 1939/40           | Milán             | Serie A           | 30     | 24   | IP            | 1             | 0             | -                    | 0                    | 0                    | 31     | 24     |
| 1940/41           | Milán             | Serie A           | 23     | 16   | IP            | 2             | 2             | -                    | 0                    | 0                    | 25     | 18     |
| 1941/42           | Milán             | Serie A           | 26     | 22   | IP            | 5             | 6             | -                    | 0                    | 0                    | 31     | 28     |
| 1942/43           | Milán             | Serie A           | 10     | 4    | IP            | 3             | 2             | -                    | 0                    | 0                    | 13     | 6      |
| 1943/44           | Milán             | Národní divize    | 1      | 0    | -             | 0             | 0             | -                    | 0                    | 0                    | 1      | 0      |
| Celkem za Milán   | Celkem za Milán   | Celkem za Milán   | 164    | 109  | -             | 23            | 22            | -                    | 1                    | 0                    | 188    | 131    |
| 1945/46           | Atalanta          | Národní divize    | 17     | 3    | -             | 0             | 0             | -                    | 0                    | 0                    | 17     | 3      |
| 1946/47           | Seregno           | Serie B           | 36     | 32   | -             | 0             | 0             | -                    | 0                    | 0                    | 36     | 32     |
| 1947/48           | Seregno           | Serie B           | 31     | 12   | -             | 0             | 0             | -                    | 0                    | 0                    | 31     | 12     |
| 1948/49           | Seregno           | Serie B           | 30     | 12   | -             | 0             | 0             | -                    | 0                    | 0                    | 30     | 12     |
| 1949/50           | Seregno           | Serie C           | 34     | 15   | -             | 0             | 0             | -                    | 0                    | 0                    | 34     | 15     |
| 1950/51           | Seregno           | Serie B           | 10     | 0    | -             | 0             | 0             | -                    | 0                    | 0                    | 10     | 0      |
| Celkem za Seregno | Celkem za Seregno | Celkem za Seregno | 198    | 116  | -             | 1             | 1             | -                    | 0                    | 0                    | 199    | 117    |
| Celkově           | Celkově           | Celkově           | 379    | 228  | -             | 24            | 23            | -                    | 1                    | 0                    | 404    | 251    |

## Úspěchy

### Individuální
- 3x nejlepší střelec 1. italské ligy  (1938/39[pozn. 1] (19 branek), 1939/40 (24), 1941/42 (22))
- 1x nejlepší střelec 2. italské ligy  (1946/47 (32 branek))
- 1× nejlepší střelec italského poháru  (1936/37 (7 branek))